# TM62系列反坦克地雷
TM-62系列反坦克地雷（Противотанковые мины ТМ-62）是苏联在冷战时期开发的一种反坦克地雷。设计目的旨在摧毁重型装甲车辆，包括坦克和装甲运兵车。由于设计简单、可靠性高，威力强大，可在各种气候条件下使用。在20世纪末和21世纪初的各种冲突中被广泛使用。

## 历史[1]
TM-62 反坦克地雷的研制工作始于 20 世纪 50 年代末，当时苏联面临 TM-46 等现有地雷效能不足的问题。当时包括西方装备的新型号坦克开始配备增强型防地雷保护装置。在这种情况下，就出现了开发一种能够穿透这种装甲的地雷的问题。因此，设计人员开始研制一种具有更大炸药质量和现代化可能性的新型地雷。
开发 TM-62 的主要目标是创造一种摧毁重型装甲车辆（包括带有加强底部保护的坦克）的通用手段。地雷的设计必须确保易于生产、爆炸效率高以及在不同气候条件下使用的可能性。一个重要的要求是易于使用，地雷必须易于手动和机械安装。 1962年，TM-62正式进入苏联军队服役。

## 主要特性及结构
TM-62 反坦克地雷设计简单但有效，可以在各种条件下使用。该地雷以坚固的圆形主体为基体，直径约 32 厘米，高约 10 厘米。根据不同的改造，地雷壳体可以是金属或塑料，这会影响地雷探测器对地雷的可探测性。该地雷的重量为9至10公斤，通常主要部分是TNT或黑索金和TNT的混合物，其装药量达到7.5公斤，足以完全摧毁坦克。该系列所有地雷的共同点是的统一形状、大小和螺纹的引信槽；区别在于壳体的材料、外观形状和尺寸。
确保地雷启动的主要元件是位于地雷主体中心的压力雷管。当重型设备碾过地雷时如果产生 150 至 550 公斤的压力，地雷就会被触发。因此人员或轻型设备一般不会意外引爆。此功能允许 TM-62 在人口密集且可能有行人通行的区域附近使用。
根据炸药重量数据，该地雷是苏联所有反履带地雷中威力最大的。在车体内部，炸药的放置方式使得爆炸时爆炸的最大力量向上，穿透装甲车的底部。 TM-62 的爆炸会摧毁 3-6 个履带单元、一个滚轮，并损坏平衡梁。履带或车轮下方直接发生爆炸将导致设备 100% 无法使用，并且无法修复。
TM-62M反坦克地雷会造成BTR-60、BTR-70、BTR-80、BTR-82装甲输送车的一个车轮及其减速器完全失效，乘员会受到轻度或中度挫伤，但装甲输送车仍能依靠自身动力继续行驶。步兵战车（BMP）的车体在焊缝处爆裂，步兵战车被炸毁后通常无法修复。步兵战车（BMD）被炸毁后会完全解体，乘员部分死亡，部分重伤。
该地雷的主要优点之一是能够使用不同类型的引信，包括定时引信、磁力引信和机电引信。由于采用模块化设计，该地雷可以适应不同的作战任务。另一个重要优点是安装简便：可以手动安装地雷，也可以使用机械化系统布设。它能够抵抗外界影响，承受从零下50摄氏度到零上50摄氏度的温度变化，因此可以在任何气候区使用。该地雷的作战寿命不受限制。当引信的金属外壳因腐蚀而损坏时，引信的灵敏度并不会改变，因为它只取决于引信的安全性。该地雷未配备自毁装置。
- 重量：9.5-10公斤。
- 爆炸物（HE）、TNT 的质量：7-8 公斤（取决于类型和外壳材料）。
- 直径：32厘米。
- 高度：10.2-12.8厘米（取决于引信的类型）。
- 目标传感器直径：9厘米。
- 响应灵敏度：200-500公斤（考虑到地雷的库存时间，可能与正常值有很大差异）。

## 衍生类型[4]
TM-62 在苏联投入使用后，就开始对该地雷进行改进，以使其适应各种作战条件。每种改型都有自己的特点。它们之间的主要区别在于外壳材料：其中包括TM-62B（无壳）、TM-62D（木质壳）、TM-62M（金属壳）、TM-62P/P2（红色/棕色塑料壳）、TM-62P3（绿色塑料壳）和TM-62T（树脂/织物壳）。基本型地雷具有圆柱形的弹体，其上表面呈阶梯状，带有中心螺纹的引信槽，在运输过程中用螺纹塞密封。

### TM-62B
TM-62B是一种高爆（HE-Blast）、大型、无壳、反车辆（AV）地雷，可以用机械或手动布设。TM-62B基本上是一个大型炸药圆盘，其中心装有胶木引信座和助推器。
助推器用胶木盘密封，引信槽采用螺纹连接，以容纳MVP-62、MVP-62M和各种其他TM-62 引信。MVP-62是一种最少金属 引信，采用弹簧式撞针和波纹管式保险延迟装置( DLY )。引信槽尺寸与TM-72中的引信槽相同。因此， TM-62系列也可以使用MVN-72和MVN-80 磁性( MAG ) 感应引信。TM-62B有一个织带环穿过地雷身上的孔，可用作提手。地雷通常漆成橄榄绿色，并印有黑色标记。

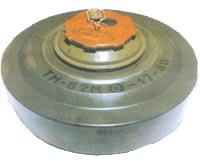
安装号引信的TM-62M反坦克地雷

### TM-62M[6]
TM-62M，一种高爆（HE-Blast）、大型、金属壳、反车辆（AV）地雷，可以用机械或手动布设。除了传统的压力引信（MVCh-62）外，该地雷还可以使用多种其他引信，使其具有针对车辆的全宽攻击地雷（FWAM）能力。引信槽尺寸与TM-72中的引信槽相同。因此， TM -62M将接受MVN-72和MVN-80 磁性( MAG ) 感应引信。
圆柱形主体具有阶梯状顶面，带有中心螺纹的引信槽，在运输过程中用螺纹塞密封。引信井底部有一个金属罐内的大型助推器。与之前的型号不同，该地雷的雷体中充满了炸药，并且没有可折叠的压力板。
它主要用于使用牵引式或自行式履带布雷机、直升机布雷系统进行布雷，以及在其部队可能需要搜索和清除地雷的情况下进行布雷。它也可以用于手动布雷。它既可以安装在地面上，也可以安装在地面、雪、水中。它能被所有类型的金属探测器、探针和搜查犬很好地检测到。

### TM-62P[7]
TM-62P是一种高爆（HE-Blast）、压力驱动、塑料外壳、低金属含量（LMC）、反车辆（AV）地雷，旨在通过其高爆冲击波效果使敌方履带式和轮式车辆无法使用，罗马尼亚版本被称为MAT-62B。TM -62系列大型AV HE-Blast 地雷设计用于通过各种空中和地面投放系统进行分散或弹射，或手动布设。

### TM-62P2[8]
TM-62P2，显著的外观特征是红色电木塑料外壳，可通过各种空中和地面投放系统进行分散或弹射，或手动布设。

### TM-62P2
TM-62P2，显著的外观特征是黄绿色塑料外壳。

### TM-62P3
TM-62P3 壳体由耐用的绿色聚乙烯制成。用于携带安全带类型的手柄是可拆卸的。仅用于手动安装。它既可以安装在地面上，也可以安装在地面、雪、水中。它是作为一种替代选择开发的，以便可以在战时在适当的工厂组织地雷生产。

### TM-62T[9]
TM-62T是一种高爆（HE-Blast）、树脂和织物外壳、非金属、反车辆（AV）地雷，旨在通过其爆炸冲击波效果使敌方履带式和轮式车辆无法使用。它是作为 TM-62P3 地雷的替代版本开发的，以便能够在战时组织相关工厂的地雷生产。从外观上看，它与 TM-62P3 的不同之处仅在于壳体表面的纹理。用于携带安全带类型的手柄是可拆卸的。仅用于手动安装。它既可以安装在地面上，也可以安装在地面、雪、水中。它不能被任何类型的金属探测器探测到。

## 布设方法[3]
该雷可以在地面、地下、雪地、水下手动或机械化布设（拖车布雷机 PMR-1、PMR-2， PMZ-3、PMZ-4，履带式布雷机 GMZ，直升机布雷系统 VMR-2。

## 使用和扩散
TM-62地雷被苏联军队采用后，迅速成为世界上最常见的反坦克地雷之一。苏联积极向华沙条约组织国家以及中东、亚洲和非洲国家出口核武器，以增强其盟友的防御能力。伊拉克、叙利亚、利比亚、埃及和越南都接收了大批 TM-62。这些地雷在 20 世纪下半叶的冲突中被广泛使用，包括阿以战争，它们被用来制造连续的雷区，使以色列装甲车难以前进。它们的使用可以遏制敌人的前进并造成重大破坏。除了官方出口外，TM-62 地雷还被非法扩散，最终落入各武装团体。

### 阿富汗战争
在1979-1989年阿富汗战争中，苏军和圣战者都大量使用地雷，后来这些地雷落入中东和非洲武装分子手中。苏联军队大规模部署 TM-62 来保护其纵队、防御区和基地免受圣战者的袭击。沿途、山口以及敌人可能出现的地方都埋设了地雷，大大增加了武装分子的行动难度。 TM-62 不仅能成功摧毁轻型车辆，还能摧毁装甲运兵车，其强大的威力甚至能将履带式车辆撕成碎片。

### 车臣战争
在车臣战役中，正规军和非法武装团体都使用TM-62来炸毁装甲车和补给纵队。由于设计简单、效率高，这些地雷即使长期存放仍能保持战斗状态，这使得它们在黑市上特别有价值。

### 伊拉克战争
伊拉克，TM-62 地雷首先被萨达姆·侯赛因的军队使用，随后被叛乱分子用来对抗美国和盟军。

### 俄乌战争
交战双方除了使用传统布设方法外，使用了更多的使用TM-62反坦克地雷方式：如无人机空投，平衡滑板车改装的地面自杀机器人。